# Stefan Hristov (calciatore)
Stefan Veselinov Hristov (in bulgaro Стефан Веселинов Христов?; Pleven, 28 agosto 1989) è un calciatore bulgaro, attaccante del Template:Calcio Levski 2007.

## Carriera
Ha giocato nella prima divisione bulgara.